# Otto Fredrik Peterson
Otto Fredrik Peterson, född troligen 1673 i Stockholm, död i september 1729 i Marshalsea gäldstuga i London, var en svensk guldsmed, miniatyr- och emaljmålare.
Han var son till guldsmeden Otto Peterson och Lucia Wulf. Han var halvmorbror till hovmålaren Georg Engelhard Schröder. Peterson skrevs in som lärling vid Stockholms guldsmedsämbete 1687 men lämnade efter en tid denna bana för att övergå till konsten. Han studerade målning för Martin Hannibal och titulerade sig 1696 som konterfejare. Han återfinns i London 1709 där han tillsammans med Charles Boit fram till 1713 arbetade med en emaljmålning i mammutformat som aldrig blev färdigställd. Hans mest kända verk är en bröstbild av skalden John Gay som ingår i Nationalmuseums samlingar.